# Kalanchoe welwitschii
Kalanchoe welwitschii là một loài thực vật có hoa trong họ Crassulaceae. Loài này được Britten miêu tả khoa học đầu tiên năm 1871.